# Charles Beys
Charles Beys (* 1610; † 26. September 1659 in Paris) war ein französischer Dramatiker.

## Leben und Werk
Charles Beys stammte aus der Champagne. 1633 trat er mit der tragischen Komödie Céline ou les frères rivaux hervor, 1634 mit Le Jaloux sans sujet und im gleichen Jahr mit L’Hospital des fous, einem Stück, das er 1653 in überarbeiteter Fassung unter dem Titel Les illustres fous (Die berühmten Irren) vorlegte und mit dem er großen Erfolg erzielte. Thema ist die Selbstüberschätzung des Menschen. Jean-Pierre Ryngaert sieht das Stück als Vorläufer von Les Visionnaires (1637) von Jean Desmarets de Saint-Sorlin.
Daneben fand in letzter Zeit Beys’ Horaz-Travestie von 1652 Beachtung in der Forschung.

## Werke (Auswahl)
- Merle I. Protzman (Hrsg.): Les illustres fous. A critical edition with a brief account of the author and his works. Les belles Lettres, Paris 1942.
- (Übersetzer) Les odes d’Horace en vers burlesques. 1652. Hrsg. André Lebois. Aubanel, Avignon 1963.